# Sadatarō Hiraoka
Sadatarō Hiraoka (en japonais: 平岡定太郎), né le 19 juillet 1863 et mort le 26 août 1942, est un homme politique japonais.

## Biographie
Diplômé de l'université de Tokyo, il est le 17e gourverneur de la préfecture de Fukushima de 1906 à 1908, puis le 3e gouverneur de la préfecture de Karafuto, de 1908 à 1914. Il est le grand-père de l'écrivain Yukio Mishima de son vrai nom Hiraoka Kimitake.